# Vittjärv
Vittjärv è un'area urbana della Svezia situata nel comune di Boden, contea di Norrbotten.
La popolazione rilevata nel censimento 2010 era di 445 abitanti.